# Eisschnelllauf-Sprintweltmeisterschaft 1976
Die 7. Eisschnelllauf-Sprintweltmeisterschaft wurde vom 6. bis 7. März im deutschen Berlin (Horst-Dohm-Stadion) ausgetragen.

## Wettbewerb
- 43 Sportler aus 10 Nationen nahmen am Mehrkampf teil

| Teilnehmende Nationen                          | Teilnehmende Nationen                     | Teilnehmende Nationen       |
| ---------------------------------------------- | ----------------------------------------- | --------------------------- |
| Kanada Volksrepublik China Finnland Frankreich | BR Deutschland Japan Niederlande Norwegen | Schweden Vereinigte Staaten |

### Frauen

#### Endstand
- Zeigt die zwölf erfolgreichsten Sportlerinnen der Sprint-WM

| Rang | Name                 | 1. Lauf 500 Meter | Pkt.  | 1. Lauf 1.000 Meter | Pkt.  | 2. Lauf 500 Meter | Pkt.  | 2. Lauf 1.000 Meter | Pkt.  | Gesamt- pkt. |
| ---- | -------------------- | ----------------- | ----- | ------------------- | ----- | ----------------- | ----- | ------------------- | ----- | ------------ |
| 1    | Sheila Young         | 42,87 (1)         | 42,87 | 1:28,56 (1)         | 44,28 | 42,60 (1)         | 42,60 | 1:28,40 (1)         | 44,20 | 173,950      |
| 2    | Leah Poulos          | 43,22 (2)         | 43,22 | 1:29,30 (2)         | 44,65 | 43,17 (2)         | 43,17 | 1:29,72 (3)         | 44,86 | 175,900      |
| 3    | Sylvia Burka         | 44,08 (3)         | 44,08 | 1:30,01 (3)         | 45,00 | 43,80 (3)         | 43,80 | 1:28,84 (2)         | 44,42 | 177,305      |
| 4    | Paula-Irmeli Halonen | 44,45 (4)         | 44,45 | 1:30,88 (5)         | 45,44 | 44,91 (7)         | 44,91 | 1:30,09 (4)         | 45,04 | 179,845      |
| 5    | Nancy Swider-Peltz   | 44,85 (7)         | 44,85 | 1:30,85 (4)         | 45,42 | 45,18 (8)         | 45,18 | 1:30,36 (6)         | 45,18 | 180,635      |
| 6    | Kim Kostron          | 45,07 (9)         | 45,07 | 1:31,55 (9)         | 45,77 | 44,67 (6)         | 44,67 | 1:30,32 (5)         | 45,16 | 180,675      |
| 7    | Ann-Sofie Järnström  | 44,48 (5)         | 44,48 | 1:31,39 (6)         | 45,69 | 44,49 (5)         | 44,49 | 1:34,03 (13)        | 47,01 | 181,680      |
| 8    | Makiko Nagaya        | 44,50 (6)         | 44,50 | 1:32,26 (12)        | 46,13 | 44,08 (4)         | 44,08 | 1:34,08 (14)        | 47,04 | 181,750      |
| 9    | Haitske Pijlman      | 44,98 (8)         | 44,98 | 1:31,49 (7)         | 45,74 | 45,72 (10)        | 45,72 | 1:30,68 (7)         | 45,34 | 181,785      |
| 10   | Lisbeth Korsmo-Berg  | 45,25 (11)        | 45,25 | 1:31,51 (8)         | 45,75 | 45,25 (9)         | 45,25 | 1:31,96 (12)        | 45,98 | 182,235      |
| 11   | Sylvia Filipsson     | 45,16 (10)        | 45,16 | 1:32,16 (10)        | 46,08 | 46,15 (12)        | 46,15 | 1:31,15 (8)         | 45,57 | 182,965      |
| 12   | Christa Jaarsma      | 46,31 (13)        | 46,31 | 1:32,94 (14)        | 46,47 | 46,11 (11)        | 46,11 | 1:31,22 (9)         | 45,61 | 184,500      |

#### 1. Lauf 500 Meter
| Platz | Name                 | Land               | Zeit  | Punkte |
| ----- | -------------------- | ------------------ | ----- | ------ |
| 1     | Sheila Young         | Vereinigte Staaten | 42,87 | 42,87  |
| 2     | Leah Poulos          | Vereinigte Staaten | 43,22 | 43,22  |
| 3     | Sylvia Burka         | Kanada             | 44,08 | 44,08  |
| 4     | Paula-Irmeli Halonen | Finnland           | 44,45 | 44,45  |
| 5     | Ann-Sofie Järnström  | Schweden           | 44,48 | 44,48  |
| 6     | Makiko Nagaya        | Japan              | 44,50 | 44,50  |
| 7     | Nancy Swider-Peltz   | Vereinigte Staaten | 44,85 | 44,85  |
| 8     | Haitske Pijlman      | Niederlande        | 44,98 | 44,98  |
| 9     | Kim Kostron          | Vereinigte Staaten | 45,07 | 45,07  |
| 10    | Sylvia Filipsson     | Schweden           | 45,16 | 45,16  |

#### 1. Lauf 1.000 Meter
| Platz | Name                 | Land               | Zeit    | Punkte |
| ----- | -------------------- | ------------------ | ------- | ------ |
| 1     | Sheila Young         | Vereinigte Staaten | 1:28,56 | 44,28  |
| 2     | Leah Poulos          | Vereinigte Staaten | 1:29,30 | 44,65  |
| 3     | Sylvia Burka         | Kanada             | 1:30,01 | 45,00  |
| 4     | Nancy Swider-Peltz   | Vereinigte Staaten | 1:30,85 | 45,42  |
| 5     | Paula-Irmeli Halonen | Finnland           | 1:30,88 | 45,44  |
| 6     | Ann-Sofie Järnström  | Schweden           | 1:31,39 | 45,69  |
| 7     | Haitske Pijlman      | Niederlande        | 1:31,49 | 45,74  |
| 8     | Lisbeth Korsmo-Berg  | Norwegen           | 1:31,51 | 45,75  |
| 9     | Kim Kostron          | Vereinigte Staaten | 1:31,55 | 45,77  |
| 10    | Sylvia Filipsson     | Schweden           | 1:32,16 | 46,08  |

#### 2. Lauf 500 Meter
| Platz | Name                 | Land               | Zeit  | Punkte |
| ----- | -------------------- | ------------------ | ----- | ------ |
| 1     | Sheila Young         | Vereinigte Staaten | 42,60 | 42,60  |
| 2     | Leah Poulos          | Vereinigte Staaten | 43,17 | 43,17  |
| 3     | Sylvia Burka         | Kanada             | 43,80 | 43,80  |
| 4     | Makiko Nagaya        | Japan              | 44,08 | 44,08  |
| 5     | Ann-Sofie Järnström  | Schweden           | 44,49 | 44,49  |
| 6     | Kim Kostron          | Vereinigte Staaten | 44,67 | 44,67  |
| 7     | Paula-Irmeli Halonen | Finnland           | 44,91 | 44,91  |
| 8     | Nancy Swider-Peltz   | Vereinigte Staaten | 45,18 | 45,18  |
| 9     | Lisbeth Korsmo-Berg  | Norwegen           | 45,25 | 45,25  |
| 10    | Haitske Pijlman      | Niederlande        | 45,72 | 45,72  |

#### 2. Lauf 1.000 Meter
| Platz | Name                 | Land               | Zeit    | Punkte |
| ----- | -------------------- | ------------------ | ------- | ------ |
| 1     | Sheila Young         | Vereinigte Staaten | 1:28,40 | 44,20  |
| 2     | Sylvia Burka         | Kanada             | 1:28,84 | 44,42  |
| 3     | Leah Poulos          | Vereinigte Staaten | 1:29,72 | 44,86  |
| 4     | Paula-Irmeli Halonen | Finnland           | 1:30,09 | 45,04  |
| 5     | Kim Kostron          | Vereinigte Staaten | 1:30,32 | 45,16  |
| 6     | Nancy Swider-Peltz   | Vereinigte Staaten | 1:30,36 | 45,18  |
| 7     | Haitske Pijlman      | Niederlande        | 1:30,68 | 45,34  |
| 8     | Sylvia Filipsson     | Schweden           | 1:31,15 | 45,57  |
| 9     | Christa Jaarsma      | Niederlande        | 1:31,22 | 45,61  |
| 10    | Sijtje van der Lende | Niederlande        | 1:31,42 | 45,71  |

### Männer

#### Endstand
- Zeigt die zwölf erfolgreichsten Sportler der Sprint-WM

| Rang | Name               | 1. Lauf 500 Meter | Pkt.  | 1. Lauf 1.000 Meter | Pkt.  | 2. Lauf 500 Meter | Pkt.  | 2. Lauf 1.000 Meter | Pkt.  | Gesamt- pkt. |
| ---- | ------------------ | ----------------- | ----- | ------------------- | ----- | ----------------- | ----- | ------------------- | ----- | ------------ |
| 1    | Johan Granath      | 39,84 (4)         | 39,84 | 1:20,57 (3)         | 40,28 | 40,32 (5)         | 40,32 | 1:20,80 (2)         | 40,40 | 160,845      |
| 2    | Dan Immerfall      | 39,73 (1)         | 39,73 | 1:21,91 (8)         | 40,95 | 39,69 (1)         | 39,69 | 1:21,65 (7)         | 40,82 | 161,200      |
| 3    | Peter Mueller      | 40,01 (6)         | 40,01 | 1:20,49 (2)         | 40,24 | 40,31 (4)         | 40,31 | 1:21,34 (4)         | 40,67 | 161,235      |
| 4    | Hans van Helden    | 40,47 (12)        | 40,47 | 1:20,06 (1)         | 40,03 | 41,19 (19)        | 41,19 | 1:19,93 (1)         | 39,96 | 161,655      |
| 5    | Kai Arne Engelstad | 39,74 (2)         | 39,74 | 1:21,84 (7)         | 40,92 | 40,41 (6)         | 40,41 | 1:21,29 (3)         | 40,64 | 161,715      |
| 6    | Jørn Didriksen     | 40,22 (10)        | 40,22 | 1:21,47 (5)         | 40,73 | 40,61 (9)         | 40,61 | 1:21,36 (5)         | 40,68 | 162,245      |
| 7    | Per Bjørang        | 39,90 (5)         | 39,90 | 1:21,50 (6)         | 40,75 | 40,50 (7)         | 40,50 | 1:22,60 (8)         | 41,30 | 162,450      |
| 8    | Horst Freese       | 40,33 (11)        | 40,33 | 1:22,49 (10)        | 41,24 | 40,09 (3)         | 40,09 | 1:22,87 (10)        | 41,43 | 163,100      |
| 9    | Gaétan Boucher     | 40,09 (8)         | 40,09 | 1:21,93 (9)         | 40,96 | 40,93 (11)        | 40,93 | 1:22,86 (9)         | 41,43 | 163,415      |
| 10   | Jan Egil Storholt  | 41,26 (19)        | 41,26 | 1:23,04 (11)        | 41,52 | 41,01 (13)        | 41,01 | 1:21,47 (6)         | 40,73 | 164,525      |
| 11   | Bernt Jansson      | 40,15 (9)         | 40,15 | 1:23,24 (12)        | 41,62 | 41,16 (18)        | 41,16 | 1:24,16 (13)        | 42,08 | 165,010      |
| 12   | Mats Wallberg      | 40,01 (6)         | 40,01 | 1:24,91 (17)        | 42,45 | 40,93 (11)        | 40,93 | 1:23,50 (11)        | 41,75 | 165,145      |

#### 1. Lauf 500 Meter
| Platz | Name                        | Land                        | Zeit  | Punkte |
| ----- | --------------------------- | --------------------------- | ----- | ------ |
| 1     | Dan Immerfall               | Vereinigte Staaten          | 39,73 | 39,73  |
| 2     | Kai Arne Engelstad          | Norwegen                    | 39,74 | 39,74  |
| 3     | Jos Valentijn               | Niederlande                 | 39,80 | 39,80  |
| 4     | Johan Granath               | Schweden                    | 39,84 | 39,84  |
| 5     | Per Bjørang                 | Norwegen                    | 39,90 | 39,90  |
| 6     | Peter Mueller Mats Wallberg | Vereinigte Staaten Schweden | 40,01 | 40,01  |
| 8     | Gaétan Boucher              | Kanada                      | 40,09 | 40,09  |
| 9     | Bernt Jansson               | Schweden                    | 40,15 | 40,15  |
| 10    | Jørn Didriksen              | Norwegen                    | 40,22 | 40,22  |
|       |                             |                             |       |        |
| 11    | Horst Freese                | BR Deutschland              | 40,33 | 40,33  |
| 13    | Hans Lichtenstern           | BR Deutschland              | 40,73 | 40,73  |
| 19    | Walter Köppen               | BR Deutschland              | 41,26 | 41,26  |

#### 1. Lauf 1.000 Meter
| Platz | Name               | Land               | Zeit    | Punkte |
| ----- | ------------------ | ------------------ | ------- | ------ |
| 1     | Hans van Helden    | Niederlande        | 1:20,06 | 40,03  |
| 2     | Peter Mueller      | Vereinigte Staaten | 1:20,49 | 40,24  |
| 3     | Johan Granath      | Schweden           | 1:20,57 | 40,28  |
| 4     | Jos Valentijn      | Niederlande        | 1:21,09 | 40,54  |
| 5     | Jørn Didriksen     | Norwegen           | 1:21,47 | 40,73  |
| 6     | Per Bjørang        | Norwegen           | 1:21,50 | 40,75  |
| 7     | Kai Arne Engelstad | Norwegen           | 1:21,84 | 40,92  |
| 8     | Dan Immerfall      | Vereinigte Staaten | 1:21,91 | 40,95  |
| 9     | Gaétan Boucher     | Kanada             | 1:21,93 | 40,96  |
| 10    | Horst Freese       | BR Deutschland     | 1:22,49 | 41,24  |
|       |                    |                    |         |        |
| 13    | Hans Lichtenstern  | BR Deutschland     | 1:23,64 | 41,82  |
| 20    | Walter Köppen      | BR Deutschland     | 1:25,77 | 42,88  |

#### 2. Lauf 500 Meter
| Platz | Name                      | Land               | Zeit  | Punkte |
| ----- | ------------------------- | ------------------ | ----- | ------ |
| 1     | Dan Immerfall             | Vereinigte Staaten | 39,69 | 39,69  |
| 2     | Jos Valentijn             | Niederlande        | 39,74 | 39,74  |
| 3     | Horst Freese              | BR Deutschland     | 40,09 | 40,09  |
| 4     | Peter Mueller             | Vereinigte Staaten | 40,31 | 40,31  |
| 5     | Johan Granath             | Schweden           | 40,32 | 40,32  |
| 6     | Kai Arne Engelstad        | Norwegen           | 40,41 | 40,41  |
| 7     | Per Bjørang Masaki Suzuki | Norwegen Japan     | 40,50 | 40,50  |
| 9     | Jørn Didriksen            | Norwegen           | 40,61 | 40,61  |
| 10    | Pertti Niittylä           | Finnland           | 40,89 | 40,89  |
|       |                           |                    |       |        |
| 15    | Hans Lichtenstern         | BR Deutschland     | 41,07 | 41,07  |
| 20    | Walter Köppen             | BR Deutschland     | 41,23 | 41,23  |

#### 2. Lauf 1.000 Meter
| Platz | Name               | Land               | Zeit    | Punkte |
| ----- | ------------------ | ------------------ | ------- | ------ |
| 1     | Hans van Helden    | Niederlande        | 1:19,93 | 39,96  |
| 2     | Johan Granath      | Schweden           | 1:20,80 | 40,40  |
| 3     | Kai Arne Engelstad | Norwegen           | 1:21,29 | 40,64  |
| 4     | Peter Mueller      | Vereinigte Staaten | 1:21,34 | 40,67  |
| 5     | Jørn Didriksen     | Norwegen           | 1:21,36 | 40,68  |
| 6     | Jan Egil Storholt  | Norwegen           | 1:21,47 | 40,73  |
| 7     | Dan Immerfall      | Vereinigte Staaten | 1:21,65 | 40,82  |
| 8     | Per Bjørang        | Norwegen           | 1:22,60 | 41,30  |
| 9     | Gaétan Boucher     | Kanada             | 1:22,86 | 41,43  |
| 10    | Horst Freese       | BR Deutschland     | 1:22,87 | 41,43  |
|       |                    |                    |         |        |
| 12    | Hans Lichtenstern  | BR Deutschland     | 1:23,87 | 41,93  |
| 23    | Walter Köppen      | BR Deutschland     | 1:27,58 | 43,79  |